# Rioja (wijn)

Ligging Riojagebied in Spanje

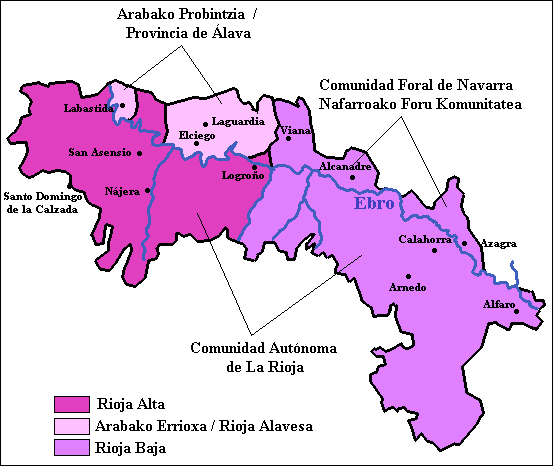
Detailkaart Rioja gebied

Rioja is een wijnsoort die geproduceerd wordt in de gelijknamige regio. De traditie wil dat Spaans rood rijpt bij de producent en niet bij de koper, zodat Rioja's  'op dronk' in de glazen terechtkomen.

## Gebied en klimaat
Wijn werd in Spanje al voor de Romeinse tijd geproduceerd. La Rioja, het meest prestigieuze wijngebied van Spanje, ligt met een lengte van zo'n 120 kilometer aan beide oevers van de Ebro. Een zij-rivier van de Ebro is de Rio Oja en daaraan ontleent het gebied zijn naam. Het wijngebied bestaat uit drie deelgebieden: in het noorden de Rioja Alavesa, in het noordwesten de Rioja Alta en in het oosten de Rioja Baja. Rioja Baja ligt minder hoog dan de twee andere deelgebieden en het klimaat is hier relatief droger en warmer. Logroño ligt in het centrum van het hele Riojagebied. In het westen ligt Haro waar ook veel wijnhuizen gevestigd. Hier wordt ieder jaar, op 29 juni, een groot wijnfeest georganiseerd, La Batalla de Vino de Haro.
Mede door de aanwezigheid van de rivier heerst in de regio een vochtig continentaal klimaat. De gemiddelde jaartemperatuur ligt op zo’n 14°C, in de winter kan het dalen naar 5°C en in de zomer oplopen naar 35°C. De jaarlijkse neerslag is niet meer dan 400 millimeter, maar valt regelmatig over alle maanden. Net ten noorden van het gebied ligt het Cantabrisch Gebergte, die de invloed van de koude oceaanwind beperkt.

## Druiven
Er bestaan zowel rode, witte als rosé-Rioja's die alle drie onder een Denominación de Origen-regulering vallen. Volgens deze regulering mogen de gebruikte druiven ook uit Navarra en het zuiden van Baskenland komen. De rode wijn wordt veruit het meest geproduceerd en zo'n 10% van de totale productie bestaat uit witte en rosé wijnen. De Tempranillo is de meest gebruikte blauwe druif, zo’n 80% van het areaal is hiermee bebouwd en de Garnacha volgt op de tweede plaats met 8%. Bij de witte druiven is de Viura populair. 
Er zijn vier wijntypen naar leeftijd. De vino joven, Spaans voor jonge wijn, is een wijn die zo’n twee jaar op fles heeft gelegen en vooral fris en fruitig smaakt. De crianza heeft een jaar in een eikenhouten vat gelegen en minstens een jaar op fles. Het vat is eerder gebruikt en geeft daarom minder smaak af aan de wijn. De reserva zijn relatief betere wijnen die zich een jaar en de gran reserva twee jaar ontwikkelt in een nieuw eikenhouten vat en daarna nog enkele jaren op fles. De gran reserva wordt minimaal drie jaar in de fles bewaard. Voor de witte wijnen geldt een vergelijkbare indeling al is de bewaarperiode op fust en fles korter. Vanwege de hoge kwaliteit van de wijn was dit het eerste wijngebied dat sinds 1993 de hoogste Spaanse classificatie, Denominacion de Origen Calificada, mag voeren.

## Cijfers
De jaarlijkse productie in het gebied ligt tegen de 300 miljoen liter aan, waarvan twee derde in Spanje wordt gedronken. De vino joven en de crianza wijntypen worden het meest geproduceerd. Het aandeel van de vino joven daalt ten gunste van de andere drie wijntypen.
| Jaar | Totale verkopen | Binnenlandse verkopen | Buitenlandse verkopen | Areaal (in ha) |
| ---- | --------------- | --------------------- | --------------------- | -------------- |
| 1985 | 96.377          | 67.743                | 28.634                | 38.817         |
| 1990 | 103.279         | 77.252                | 26.027                | 42.851         |
| 1995 | 185.071         | 125.954               | 59.117                | 47.357         |
| 2000 | 159.965         | 120.119               | 39.846                | 52.015         |
| 2005 | 250.796         | 179.566               | 71.230                | 59.212         |
| 2010 | 267.118         | 181.263               | 85.855                | 61.960         |
| 2014 | 280.789         | 175.003               | 105.786               | 61.645         |

## Fotogalerij

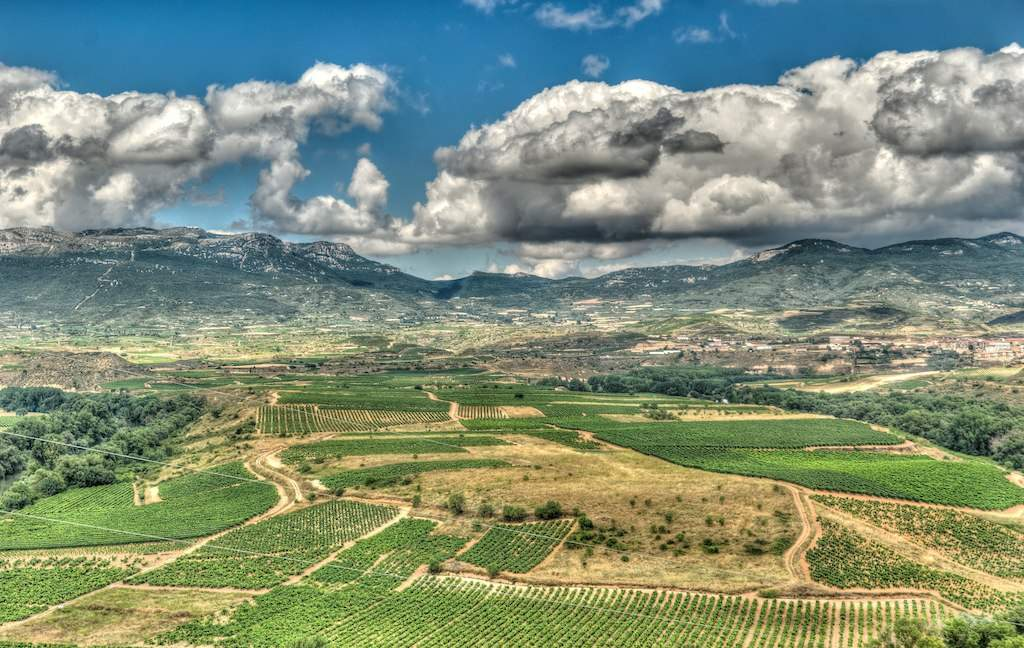
Zicht op de wijngaarden vanuit Briones
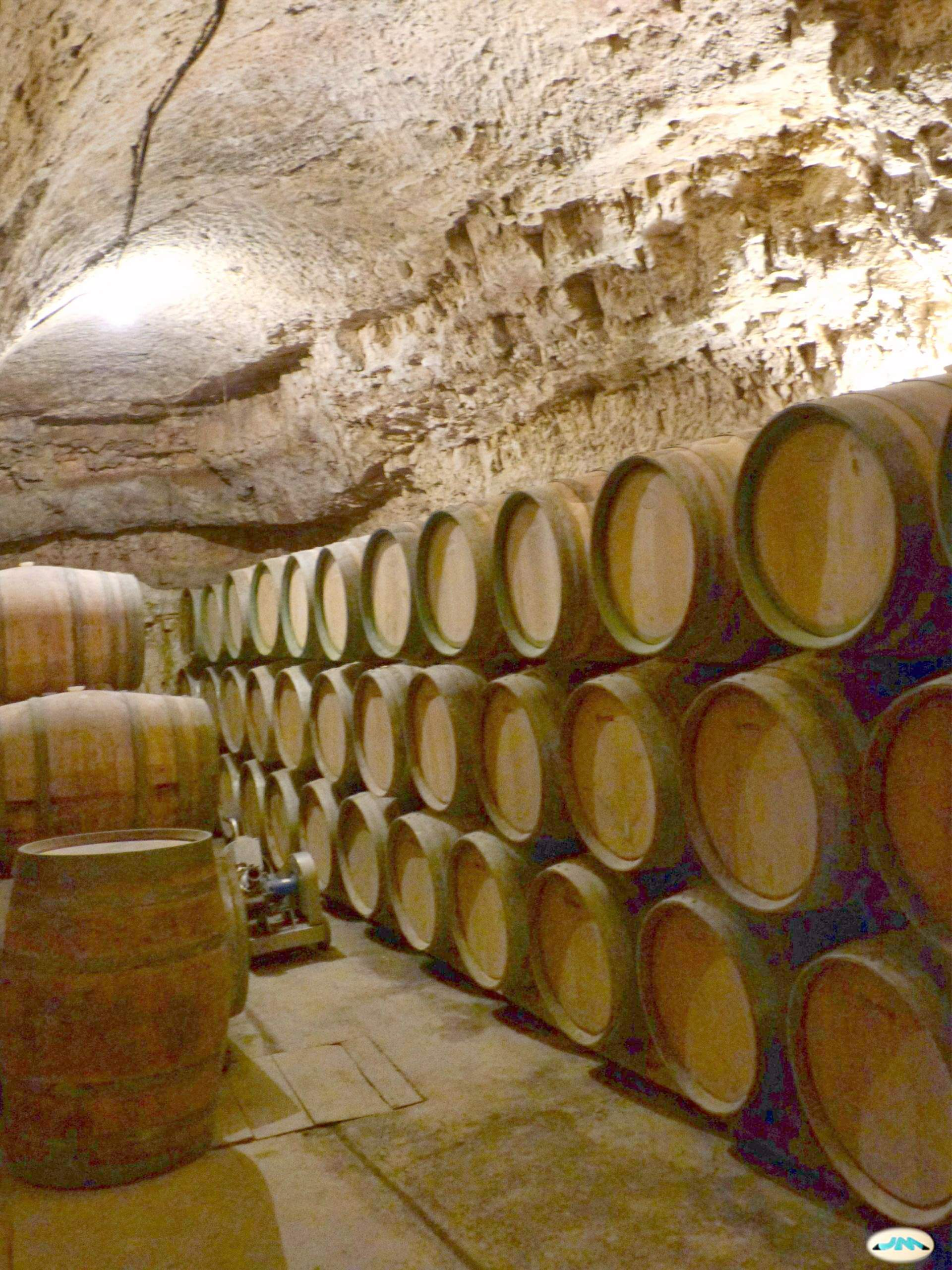
Kelder met wijnfusten
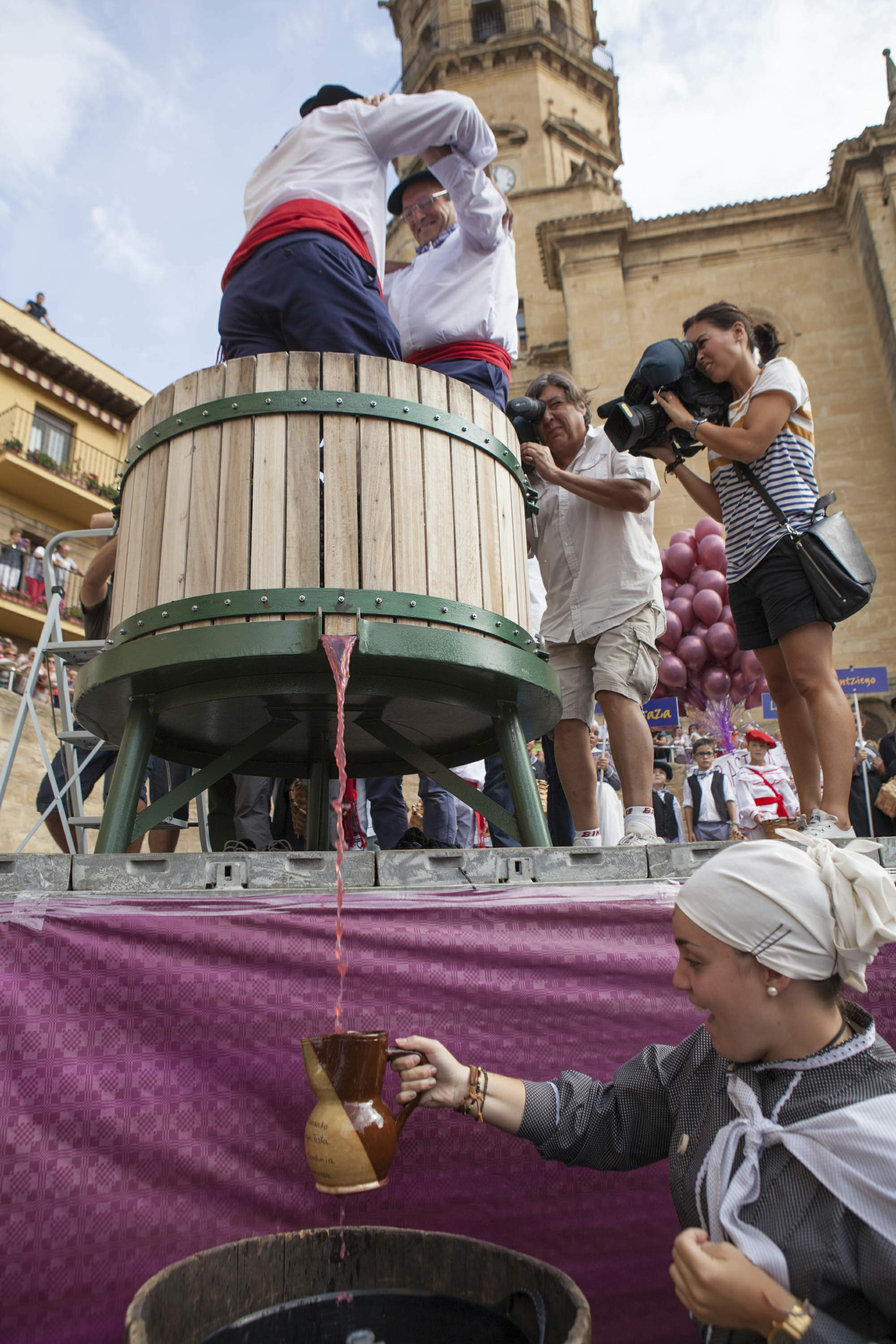
Wijnfeest